# Zerstörergeschwader 1
La Zerstörergeschwader 1 (ZG 1) (1er escadron de chasseur lourd) est une unité de chasseur-bombardier de la Luftwaffe pendant la Seconde Guerre mondiale.

## Opérations
Le ZG 1 est équipé d'avions Messerschmitt Bf 109, Messerschmitt Bf 110, et Messerschmitt Me 210.

## Organisation

### Stab. Gruppe
Le Stab./ZG 1 est formé le 4 janvier 1942 à Lechfeld à partir du Stab/SKG 210.
Il est dissous en juillet 1944
Geschwaderkommodore (Commandant de l'escadron) :
| Début             | Fin               | Grade          | Nom                                   |
| ----------------- | ----------------- | -------------- | ------------------------------------- |
| 4 janvier 1942    | 2 mars 1942       | Major          | Arved Crüger (en)                     |
| 3 mars 1942       | 21 septembre 1942 | Major          | Ulrich Diesing (en)                   |
| 22 septembre 1942 | 5 octobre 1942    | Oberstleutnant | Ralph von Rettberg (en) (par intérim) |
| 6 octobre 1942    | 1er mars 1943     | Oberstleutnant | Paul-Friedrich Darjes (en)            |
| 1er mars 1943     | 12 avril 1943     | Oberstleutnant | Alfred Druschel (par intérim)         |
| 12 avril 1943     | 13 juillet 1943   | Oberstleutnant | Joachim Blechschmidt (en)             |
| 1943              | 10 mars 1944      | Oberstleutnant | Lothar von Janson (Mort au combat)    |
| Mars 1943         | Juillet 1944      | Oberstleutnant | Erich von Selle                       |

### I. Gruppe
Formé le 1er mai 1939 à Jüterbog-Damm à partir du I./ZG 141 avec :
- Stab I./ZG 1 à partir du Stab I./ZG 141
- 1./ZG 1 à partir du 1./ZG 141
- 2./ZG 1 à partir du 2./ZG 141
- 3./ZG 1 à partir du 3./ZG 141

Le 22 juin 1940, le I./ZG 1 reçoit ordre de manœuvrer sur Düsseldorf, puis est renommé NJG 1 avec :
- Stab I/ZG 1 devient Stab I./NJG 1
- 1./ZG 1 devient 1./Erpr.Gr. 210 (à Köln-Ostheim)
- 2./ZG 1 devient 2./NJG 1
- 3./ZG 1 devient 3./NJG 1

Réformé le 4 janvier 1942 à Lechfeld à partir du I./SKG 210 avec :
- Stab I./ZG 1 à partir du Stab I./SKG 210
- 1./ZG 1 à partir du 1./SKG 210
- 2./ZG 1 à partir du 2./SKG 210
- 3./ZG 1 à partir du 3./SKG 210

Le 13 octobre 1943, le I./ZG 1 est renommé I./ZG 26 avec :
- Stab I./ZG 1 devient Stab I./ZG 26
- 1./ZG 1 devient 1./ZG 26
- 2./ZG 1 devient 2./ZG 26
- 3./ZG 1 devient 3./ZG 26

Reformé en octobre 1943 à Lorient à partir du V./KG 40 avec :
- Stab I./ZG 1 à partir du Stab V./KG 40
- 1./ZG 1 à partir du 13./KG 40
- 2./ZG 1 à partir du 14./KG 40
- 3./ZG 1 à partir du 15./KG 40

En janvier 1944, le 3./ZG 1 et le 7./ZG 1 échangent leur désignation. Le 12 juillet 1944, le I./ZG 1 fait mouvement vers Welzow et est renommé II./JG 4 avec :
- Stab I./ZG 1 devient Stab II./JG 4
- 1./ZG 1 devient 5./JG 4
- 2./ZG 1 devient 6./JG 4
- 3./ZG 1 devient 7./JG 4

Gruppenkommandeure (Commandant de groupe) :
| Début            | Fin              | Grade     | Nom                             |
| ---------------- | ---------------- | --------- | ------------------------------- |
| 1er mai 1939     | 13 décembre 1939 | Major     | Joachim-Friedrich Huth (en)     |
| 14 décembre 1939 | 22 juin 1940     | Hauptmann | Wolfgang Falck (en)             |
| 1er janvier 1942 | 2 mars 1942      | Major     | Ulrich Diesing (en)             |
| 2 mars 1942      | 7 mars 1942      | Hauptmann | Walther von Poka (par intérim)  |
| 7 mars 1942      | 20 août 1942     | Hauptmann | Wolfgang Schenck                |
| 20 août 1942     | 12 avril 1943    | Major     | Joachim Blechschmidt (en)       |
| Avril 1943       | 14 juillet 1943  | Hauptmann | Wilfried Hermann                |
| 14 juillet 1943  | 19 juillet 1943  | Hauptmann | Max Franzisket (Mort au combat) |
| Octobre 1943     | Avril 1944       | Hauptmann | August-Wilhelm Bier             |
| Avril 1944       | 12 juillet 1944  | Major     | Horst Grahl                     |

### II. Gruppe
Formé le 15 mai 1939 à Fürstenwalde à partir du I./JG 54 avec :
- Stab II./ZG 1 à partir du Stab I./JG 54
- 4./ZG 1 à partir du 1./JG 54
- 5./ZG 1 à partir du 2./JG 54
- 6./ZG 1 à partir du 3./JG 54

Le II./JG 1 est aussi connu sous le nom de Jagdgruppe 101 entre le 21 septembre 1939 et le 1er mars 1940.
Le 26 juin 1940, il est renommé III./ZG 76 avec :
- Stab II./ZG 1 devient Stab III./ZG 76
- 4./ZG 1 devient 7./ZG 76
- 5./ZG 1 devient 8./ZG 76
- 6./ZG 1 devient 9./ZG 76

Reformé le 4 janvier 1942 à Briansk à partir du II./SKG 210 avec :
- Stab II./ZG 1 à partir du Stab II./SKG 210
- 4./ZG 1 à partir du 4./SKG 210
- 5./ZG 1 à partir du 5./SKG 210
- 6./ZG 1 à partir du 6./SKG 210

En juillet 1944, il est renommé III./JG 76 avec :
- Stab II./ZG 1 devient Stab III./JG 76
- 4./ZG 1 devient 9./JG 76
- 5./ZG 1 devient 10./JG 76
- 6./ZG 1 devient 11./JG 76

Gruppenkommandeure :
| Début          | Fin              | Grade     | Nom                                 |
| -------------- | ---------------- | --------- | ----------------------------------- |
| 15 mai 1939    | 5 février 1940   | Major     | Hellmuth Reichardt                  |
| ?              | ?                | ?         | ?                                   |
| Mai 1940       | 26 juin 1940     | Hauptmann | Friedrich-Karl Dickoré              |
| 4 janvier 1942 | 3 février 1942   | Hauptmann | Rolf Kaldrack (en) (Mort au combat) |
| 4 février 1942 | 1er février 1943 | Major     | Günther Tonne (en)                  |
| Février 1943   | Mai 1943         | Hauptmann | Gerhard Weyert                      |
| 26 mai 1943    | 2 août 1943      | Major     | Heinz Nacke (en)                    |
| 3 août 1943    | 8 octobre 1943   | Hauptmann | Karl-Heinrich Matern                |
| 9 octobre 1943 | Juillet 1944     | Hauptmann | Egon Albrecht                       |

### III. Gruppe
Formé en janvier 1942 à Lechfeld avec :
- Stab III./ZG 1 nouvellement créé
- 7./ZG 1 nouvellement créé
- 8./ZG 1 nouvellement créé
- 9./ZG 1 nouvellement créé

Le 11 octobre 1943, le III./ZG 1 est renommé II./ZG 26 avec :
- Stab III./ZG 1 devient Stab II./ZG 26
- 7./ZG 1 devient 4./ZG 26
- 8./ZG 1 devient 5./ZG 26
- 9./ZG 1 devient 6./ZG 26

Reformé en octobre 1943 à Bordeaux-Mérignac avec :
- Stab III./ZG 1 nouvellement créé
- 7./ZG 1 à partir du 10./KG 40
- 8./ZG 1 à partir du 1./SAGr.128 (Seeaufklärungsgruppe 128)
- 9./ZG 1 à partir du 16./KG 40

En janvier 1944, le 7./ZG 1 et le 3./ZG 1 échangent leur désignation. Le 5 août 1944, Le III./ZG 1 fait mouvement sur Alteno et est renommé III./JG 4 avec :
- Stab III./ZG 1 devient Stab III./JG 4
- 7./ZG 1 devient 9./JG 4
- 8./ZG 1 devient 10./JG 4
- 9./ZG 1 devient 11./JG 4

Gruppenkommandeure :
| Début           | Fin              | Grade     | Nom            |
| --------------- | ---------------- | --------- | -------------- |
| Janvier 1942    | 9 septembre 1942 | Major     | Roland Bohrt   |
| Septembre 1942  | Février 1943     | Hauptmann | Fritz Hobein   |
| 16 février 1943 | Mars 1943        | Hauptmann | Reinhard Hubel |
| Mars 1943       | Mars 1943        | Hauptmann | Heinz Roeber   |
| Mars 1943       | ?                | Hauptmann | Drescher       |
| ?               | 10 octobre 1943  | Major     | Wilhelm Berlin |
| ?               | ?                | ?         | ?              |
| 7 mars 1944     | Juillet 1944     | Hauptmann | Hans Moor      |

### IV Gruppe
10./ZG 1
Le Staffel 10./ZG 1 est formé en octobre 1942, et en août 1943, il est renommé NNJSch/Luftflotte 4.
11./ZG 1
Le Staffel 11./ZG 1 est formé en octobre 1942 à partir du 16./KG 6 et en décembre 1942, il est renommé Erprobungsstaffel 410.
12./ZG 1
Le Staffel 11./ZG 1 est formé en octobre 1942 et en mai 1943, il est renommé NNJSch/Lw.Kdo.Ost.

### Ergänzungsstaffel
L'Ergänzungsstaffel/JG 1 est formé le 4 janvier 1942 à Merville à partir du Erg.Staffel/SKG 210.
Le 18 avril 1942, il est renommé 1./Ergänzungs-Zerstörergruppe.
Reformé le 6 avril 1944 à Illesheim à partir du 3./Ergänzungszerstörergruppe.
Le 19 août 1944, il est renommé 9./JG 4.
Staffelkapitäne :
| Début          | Fin           | Grade        | Nom               |
| -------------- | ------------- | ------------ | ----------------- |
| 4 janvier 1942 | 18 avril 1942 | Oberleutnant | Franz Jilg        |
| 6 avril 1944   | Août 1944     | Hauptmann    | Johannes Kaufmann |

### Panzerjägerstaffel/ZG 1
Formé en juin 1943 à Seschtschinskaja.
Il est dissous en août 1943.